# Касиф, Офер
Офер Касиф — израильский политик и член Кнессета от коммунистической партии «Хадаш», единственный еврей среди своей фракции в парламенте. Ранее также избирался от «Объединённого списка» арабских партий. Доктор по философии и политике. Крайне левый активист, известный своей резкой антиизраильской риторикой.

## Биография
Родился 25 декабря 1964 года в Ришон-ле-Ционе. Родители Офера придерживались левых взглядов; отец был активным членом социалистической партии МАПАЙ, близким к Моше Даяну. В середине 1990-х годов его родители стали поддерживать партию «Мерец», после чего перешли к поддержке «Объединённого списка» арабских партий.
Офер посещал начальную школу «Шалмон» и гимназию «Реалит», где подружился с Ницаном Хоровицем, будущим лидером партии «Мерец». Придерживаясь социалистической идеологии, в 16 лет вступил в левую молодёжную организацию «Ха-шомер ха-цаир» и был её активным членом. Служа в ЦАХАЛ, по собственному заявлению, Офер Касиф стал первым израильским «отказником», бросившим военную службу во время первой интифады, за что подвергся заключению в армейскую тюрьму. Впоследствии заявлял, что сожалеет о прохождении службы в израильской армии.
После армии Касиф изучал философию в Еврейском университете в Иерусалиме, где начал свою политическую карьеру в качестве парламентского помощника Меира Вильнера и участвовал в антивоенном активизме. Затем он получил докторскую степень по политической философии в Лондонской школе экономики, защитив диссертацию на тему «Национализм и демократия: марксистский анализ». Преподавал политологию в Тель-Авивском университете и колледже «Сапир».

## Карьера в Кнессете
После того как депутат Кнессета от партии «Хадаш» Дов Ханин ушел из политики, Касиф был избран третьим в списке «Хадаш», став единственным еврейским депутатом в списке этой партии. 6 марта 2019 года Центральная избирательная комиссия приняла решение дисквалифицировать его кандидатуру в депутаты Кнессета, однако Верховный суд отменил дисквалификацию Касифа, и Офер Касиф прошёл в Кнессет 21-го созыва. На выборах в Кнессет 22-го созыва Касиф занимал седьмое место в  «Объединённом списке»; в дальнейшем участвовал в Кнессетах 23-го, 24-го и 25-го созывов.
11 ноября 2020 года Касиф был назначен в Кнессете председателем подкомиссии по высшему образованию, созданной Комиссией по образованию, культуре и спорту.
10 января 2024 года, в связи продолжающимся радикальным антиизраильским активизмом Касифа, 85 из 120 депутатов Кнессета потребовали удалить его из парламента. 30 января Комиссия по делам Кнессета одобрила это решение 14-ю голосами против 2-х, и вопрос был вынесен на общее голосование, требовавшее 90 голосов из 120. Партия «Авода» бойкотировала голосование, а большинство депутатов от партии «Еш атид» во главе с Яиром Лапидом воздержались от участия, как и представители партии «Ха-махане ха-мамлахти» Бени Ганц, Гади Айзенкот, Михаэль Битон и Алон Шустер. В результате за удаление Касифа проголосовало 85 депутатов из необходимых 90, и Офер Касиф остался депутатом Кнессета.

## Политический активизм

### Столкновения с полицией
9 апреля 2021 года, участвуя в акции протеста левых и арабских активистов против выселения арабских семей в районе Шейх-Джаррах в Иерусалиме, Офер Касиф оказал сопротивление полиции, пытавшейся его арестовать, в результате чего был избит, а его очки были разбиты. Департамент расследований деятельности полиции изучил инцидент и закрыл дело против полицейских, поскольку расследование показало, что они применили разумную силу. Вместе с тем, как левые, так и правые члены Кнессета осудили насилие полиции по отношению к депутату Касифу.
13 мая 2022 года Касиф ударил по голове бойца МАГАВ во время демонстрации левых активистов на юге Хевронского нагорья, что вызвало критику со стороны других депутатов Кнессета. Полиция и ряд министров призвали начать расследование в отношении Касифа и его коллеги по фракции «Объединённый список» Ахмеда Тиби за применённое ими насилие в отношении сотрудников служб безопасности. Юрсоветник правительства одобрила проведение расследования, и 2 августа 2022 года Касиф был впервые вызван на допрос; 17 января 2024 года с него был фактически снят статус депутатской неприкосновенности, что позволило прокуратуре предъявить ему обвинение.

### Высказывания
14 мая 2019 года Касиф назвал учение раввина Авраама Ицхака Кука расистским, что привело к скандалу в Кнессете.
7 апреля 2021 года, на церемонии принесения депутатами Кнессета присяги со словами «Я обязуюсь быть верным Государству Израиль и преданно выполнять свое дело в Кнессете», вместе положенной формулировки Касиф заявил: «Я обязуюсь бороться с расизмом и расистами», а его коллега по фракции «Объединённый список» Аида Тума-Сулейман заявила «Я обязуюсь бороться против оккупации», что вызвало очередной скандал.
8 сентября 2021 года Касиф поддержал шестерых террористов, бежавших из тюрьмы Гильбоа, назвав их «борцами за свободу».
19 сентября 2022 года он заявил, что палестинцы, стреляющие в израильских солдат, не террористы, а партизаны, и сравнил Израиль с нацистской Германией.
Сразу же после вторжения ХАМАС в Израиль 7 октября 2023 года Офер Касиф заявил, что «Израиль хотел этого насилия», и призвал «положить конец оккупации сейчас же»; в дальнейшем он сравнил солдат ЦАХАЛ с террористами ХАМАС, что повлекло за собой петицию за удаление Касифа из Кнессета.

### Присоединение к иску против Израиля
7 января 2024 года Офер Касиф объявил о своем намерении присоединиться к Южно-Африканской Республике (ЮАР) в ее иске против Израиля, обвиняющем его в геноциде населения сектора Газа, и подписал петицию, поданную ЮАР в Международный суд ООН.

## Личная жизнь
Касиф женат, имеет сына и проживает в городе Реховот.